# حظر

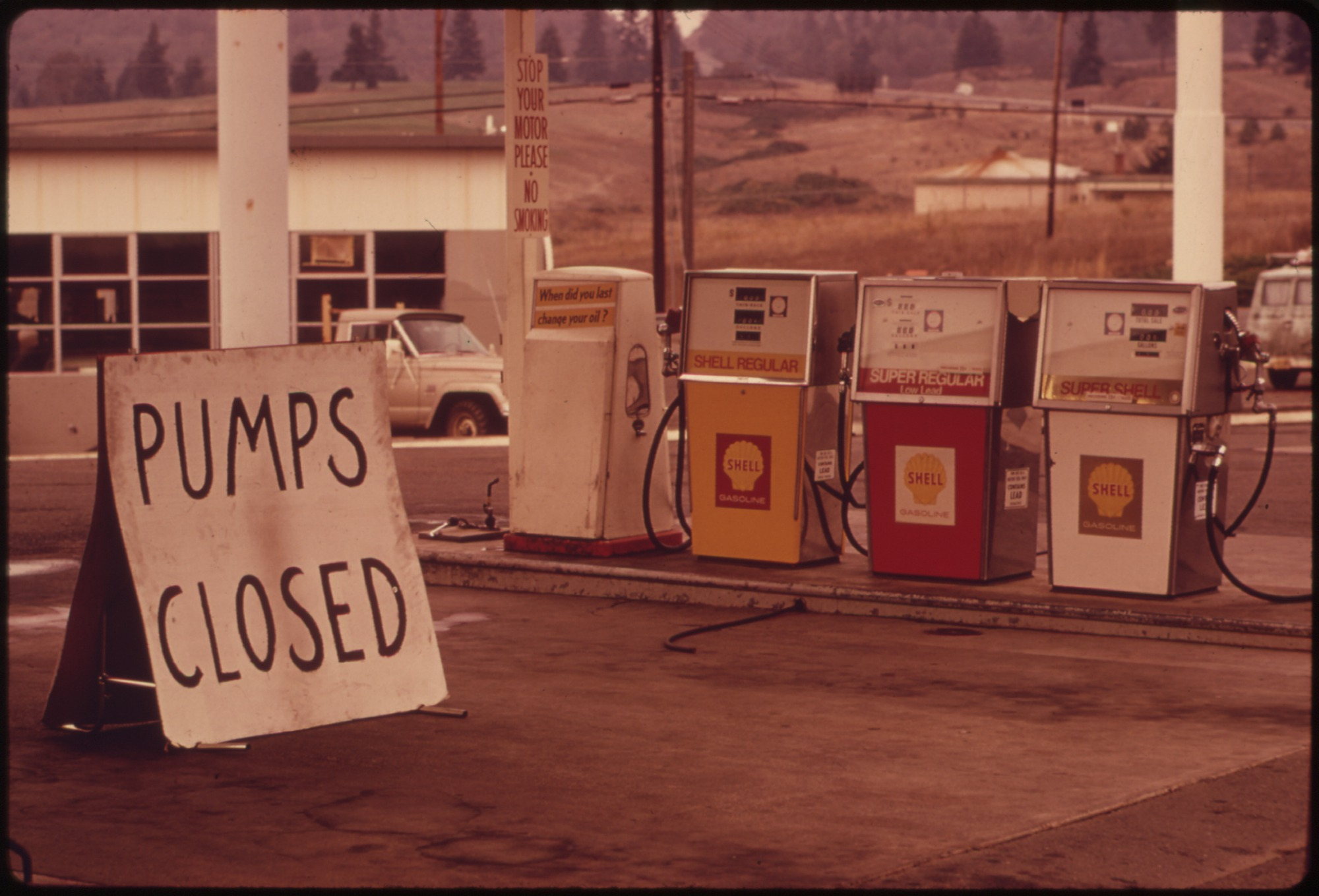

الحظر  هو منع كلي أو جزئي للتعامل التجاري مع بلد معين، بغرض عزلها. ويُعَدُّ الحظر وسيلة دبلوماسية قوية تضغط بها الدولة القائمة بالحظر للحصول على أغراض ساسية من الدولة الواقعة تحت وطأة الحظر.
ويعدّ الحظر معادلاً للمقاطعة الاقتصادية، حيث يمنع تصدير أنواع معينة من البضائع إلى تلك الدولة. والحظر يختلف عن المحاصرة حيث تُعَدُّ المحاصرة عملاً حربياً.